# Mount Olive (Illinois)
Mount Olive è un comune degli Stati Uniti d'America, situato in Illinois, nella Contea di Macoupin.